# Añover de Tajo
Añover de Tajo település Spanyolországban, Toledo tartományban. Añover de Tajo Alameda de la Sagra, Borox, Aranjuez és Villaseca de la Sagra községekkel határos. Lakosainak száma 5354 fő (2024).

## Népesség
A település lakosságának változását az alábbi diagram mutatja:
| Lakosok száma | 4565 | 4987 | 5175 | 5434 | 5413 | 5224 | 5148 | 5154 | 5225 | 5354 |
|               | 2001 | 2004 | 2007 | 2009 | 2012 | 2014 | 2017 | 2019 | 2022 | 2024 |